# 김현배 (축구인)
김현배(한국 한자: 金賢培, 1976년 6월 9일 ~ )는 대한민국의 전 축구 선수이며, 포지션은 수비수였다.

## 수상 내역
- 무학기 전국고교 축구대회 감독상: 2018

## 참고 자료
- U-18 제 19회 무학기 전국고교 축구대회 우승